# Microhexura
Famille
Genre
Microhexura est un genre d'araignées mygalomorphes, le seul de la famille des Microhexuridae.

## Distribution
Les espèces de ce genre se rencontrent aux États-Unis et au Canada,.

## Paléontologie
Cette famille n'est pas connue à l'état fossile.

## Liste des espèces
Selon World Spider Catalog (version 22.5, 06/01/2022) :
- Microhexura idahoana Chamberlin & Ivie, 1945
- Microhexura montivaga Crosby & Bishop, 1925

## Systématique et taxinomie
Cet genre a été décrit par Crosby et Bishop en 1925. Il est déplacé des Dipluridae aux Microhexuridae par Opatova, Hamilton, Hedin, Montes de Oca, Král et Bond en 2020.
Cette famille rassemble deux espèces dans un genre.

## Publications originales
- Crosby & Bishop, 1925 : « Two new spiders from the Blue Ridge Mountains of North Carolina. » Entomological News, vol. 36, p. 142-146 (texte intégral).
- Opatova, Hamilton, Hedin, Montes de Oca, Král, & Bond, 2020 : « Phylogenetic systematics and evolution of the spider infraorder Mygalomorphae using genomic scale data. » Systematic Biology, vol. 69, no 4, p. 671-707.